# Севостьяновичи
Севостья́новичи (бел. Савасцянавічы) — деревня в составе Буйничского сельсовета Могилёвского района Могилёвской области Республики Беларусь. Расположена на расстоянии 8 километров на запад от Могилёва и в 5 километрах от платформы Тишовка железной дороги Могилёв — Осиповичи.
Рельеф местности равнинно-холмистый. На западной окраине деревни протекает река Лахва (приток Днепра).

## История
В 1777 году упоминается под названием Севостьяново, как деревня в Могилёвском уезде Могилёвской губернии. В 1785 году входила в имение Сеньково, тогда насчитывала 16 дворов и 72 жителя, была помещичьей собственностью. В 1858 году насчитывала 64 ревизские души (мужское население), имела корчму. В 1880 году состояла из 27 дворов и 138 жителей. Все крестьянские дворы занимались изготовлением льняной и пеньковой (конопляное волокно) кудели и ткани. По переписи 1897 года деревня насчитывала 35 дворов и 238 жителей, имелся хлебозаготовительный магазин и школа грамоты. В 1908 году школа была преобразована в земскую, для которой было построено новое здание. В 1909 году число жителей деревни достигло 275 в 40 дворах. Неподалёку находилась усадьба с таким же названием.
После революции школа была преобразована в рабочую школу 1-й ступени, в которой в 1925 году обучалось 17 учеников и действовал драматический кружок. В 1926 году в Севостьяновичях насчитывалось 72 двора и 369 жителей. В 1929 году был организован колхоз «Путь к коммунизму», который в 1933 году объединял 40 дворов. Среди колхозников были в том числе: 1 коммунист и 13 комсомольцев. В 1932 году в деревню проведено электричество. В 1940 году насчитывает 52 двора и 184 жителя.
Во время Великой Отечественной войны с июля 1941 года по 27 июня 1944 года была оккупирована немецкими войсками. В декабре 1941 года партизанами разгромлен полицейский участок, который располагался в деревне. В апреле 1944 года немцами сожжено 46 дворов и убито 16 жителей. В бою за освобождение Севостьянович погибло 45 советских воинов, которые похоронены в братской могиле на северо-восточной окраине деревни.
В 1990 году в Севостьяновичах насчитывалось 274 жителя и 94 хозяйства, деревня относилась к колхозу «Маяк коммунизма» (центр — деревня Тишовка). Имелась производственная бригада, ферма крупного рогатого скота, начальная школа, комплексный приемный пункт бытового обслуживания населения, клуб, магазин.